# Adenopea chuni
Adenopea chuni är en plattmaskart som först beskrevs av Brauner 1920.  Adenopea chuni ingår i släktet Adenopea och familjen Antroposthiidae. Inga underarter finns listade i Catalogue of Life.